# Ouragan Oscar (2024)
Pour les articles homonymes, voir Cyclone tropical Oscar.
L'ouragan Oscar est la quinzième tempête nommée et le dixième ouragan de la saison des ouragans de l'Atlantique nord 2024. Il est né d'une onde tropicale qui a traversé l'Atlantique tropical depuis la côte ouest de l'Afrique en octobre juste qu'au large d'Hispaniola dans des conditions défavorables à la cyclogenèse tropicale avant le 19 octobre. Ce jour-à, la tempête compacte a connu une intensification rapide, devenant un ouragan de catégorie 1. Après avoir atteint un pic d'intensité du vent, Oscar est resté stable en se déplaçant lentement vers Cuba, touchant terre tard le 20 octobre avec des vents légèrement plus faibles mais une pression centrale minimale.
L’interaction avec le relief a rapidement faibli le cyclone très compact et Oscar a effectué un virage en épingle, ressortant de la côte atlantique du sud-est de Cuba comme une tempête tropicale avec un centre mal défini. Des conditions défavorables ont continué à l'entraver et le système s'est dissipé le 22 octobre.
Oscar a fait 7 morts et a battu le record du plus petit ouragan de l'Atlantique jamais enregistré, causant des dégâts modérés dans le sud-est de Cuba,,. 

## Évolution météorologique
Dès le 4 octobre , le National Hurricane Center (NHC) a noté le potentiel de formation d'un cyclone tropical à partir d'une onde tropicale traversant l'Afrique,. 
Le 10 octobre, une onde tropicale produisant des averses et des orages désorganisés est apparue au large de la côte ouest de l'Afrique. Une large zone de dépressionnaire produisant des vents de force tempête s'est formée le long de l'onde, traversant le Cap-Vert le lendemain et se déplaçant vers l'ouest dans un environnement défavorable. Elle est restée désorganisée lorsqu'elle est passée au nord de Porto Rico le 18 octobre mais une circulation fermée s'est finalement développée et a été désignée tempête tropicale Oscar le 19 octobre à 15 h UTC au nord d'Hispaniola. Des alertes cycloniques ont été émises pour les îles Turques-et-Caïques, le sud-est des Bahamas et le sud-est de Cuba.

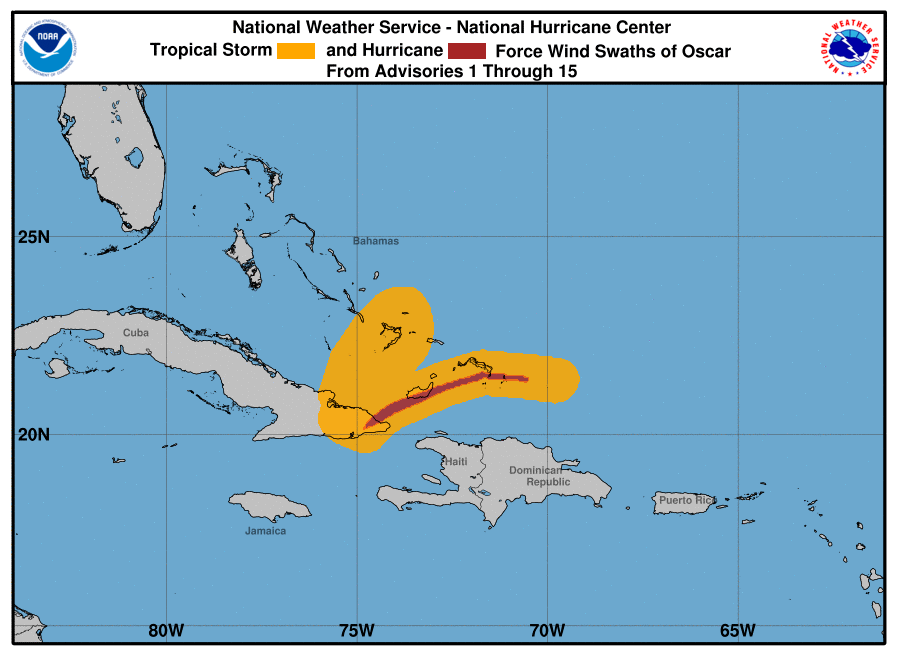
Corridor de vents de force de tempête (orange) et d'ouragan (rouge).

Le système est rapidement devenu un ouragan de catégorie 1 à 18 h UTC, selon le rapport d'un avion de reconnaissance, juste au sud-est de l'île Grand Turk. Très compact, ses vents de force d'ouragan ne dépassait pas un rayon de 10 km autour du centre et ceux de force de tempête affectant un rayon de 75 km : ces valeurs font de lui le cyclone tropical le plus petit jamais enregistré, faisant tomber le précédent record détenu par Tracy depuis décembre 1974,. Durant la nuit du 19 au 20 octobre, le NHC a rapporté que selon le radar météorologique, Oscar avait touché Great Inagua aux Bahamas.
À 21 h 50 UTC le 20, l'imagerie satellite et radar ont indiqué qu'Oscar, toujours un ouragan de catégorie 1, a touché la côte cubaine près de Baracoa. Le système est retombé 6 heures plus tard à tempête tropicale en s'enfonçant lentement dans le sud-est de l'île, déversant des pluies torrentielles. Après avoir contourné Guantánamo, la tempête très affaiblie est retournée sur la côte atlantique de la province de Holguín en fin de journée le 21 octobre. La nuit suivante, Oscar a traversé les îles près de Long Island (Bahamas) en direction nord-est. Finalement à 17 h 20 UTC le 22, le NHC l'a déclaré post-tropical en quittant l'archipel.

## Préparations et conséquences

### Îles Lucayes

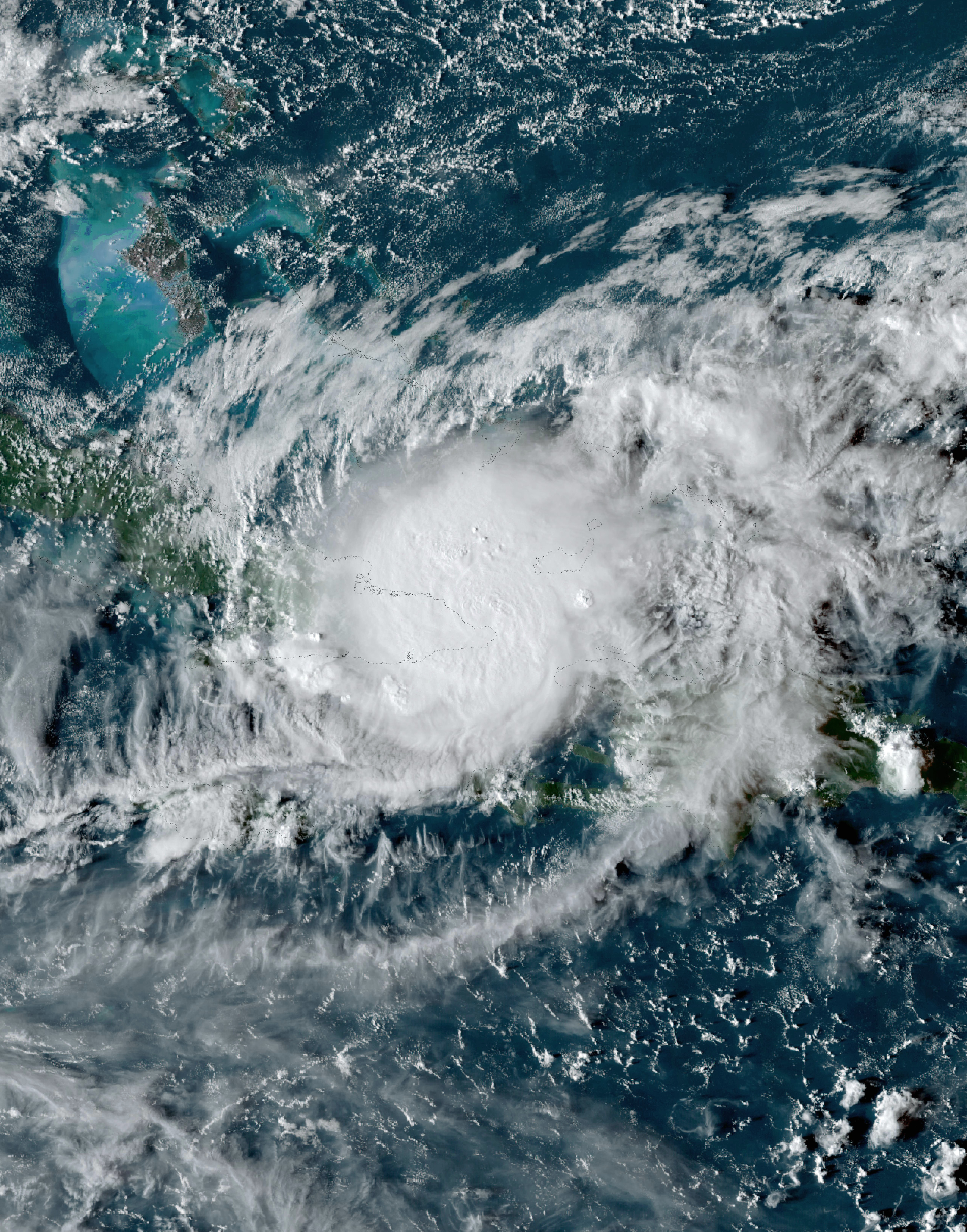
L'ouragan Oscar se déplace vers les côtes près de Baracoa, à Cuba, le 20 octobre 2024, avec une intensité de pression maximale.

L'après-midi d'octobre 19, le gouvernement des Bahamas a émis un avertissement d'ouragan pour les îles Turques-et-Caïques et le sud-est des Bahamas. L'Autorité aéroportuaire des îles Turques-et-Caïques a fermé les aéroports JAGS McCartney, Norman B. Saunders et Leon Wilson. L'Autorité bahamienne de gestion des risques de catastrophe (DRM) a activé son équipe le 19 octobre.
Matthew Town a connu des vents venant du cœur d'Oscar. À Grand Turk, où se trouve la capitale des îles Turques-et-Caïques, Oscar a abattu quelques arbres et soufflé les toits d'au moins une maison. Cependant, comme il y avait marée basse, l'ouragan n'a eu que des impacts minimes sur les îles. Un refuge à Inagua a reçu 24 personnes. Le DRM a envoyé des vivres aux îles du sud après le départ d'Oscar.

### Cuba
Le gouvernement cubain a émis une alerte d'ouragan pour les provinces de Guantánamo, Holguín et Las Tunas le 19 octobre. La diffusion des informations relatives à Oscar a été entravée par une coupure d'électricité à l'échelle nationale. Plus de 15 000 personnes ont été évacuées dans le pays, dont 9 000 à Imías et 6 000 à San Antonio del Sur,.
Alors qu'Oscar s'approchait de Cuba, une station du cap Maisí a enregistré une rafale maximale de 103 km/h. Des pluies torrentielles ont été enregistrées à Cuba, et des rapports préliminaires dans la province de Guantánamo indiquent que certains endroits ont reçu plus de 250 mm. Une station à Maisí a accumulé 366 mm de pluie, tandis qu'à Baracoa, 268 mm ont été enregistrés. À Baracoa], les vagues produites par l'ouragan ont brisé la digue, provoquant des inondations le long du littoral de la ville.
Oscar a causé d'importants dommages dans l'est de la province de Guantánamo. Au moins 2 282 maisons ont été endommagées, dont plus de la moitié avec un effondrement total du toit.
De graves inondations se sont produites à Baracoa, Imías et Maisí. Des dizaines de maisons ont perdu leur toit et de nombreuses lignes électriques ont été abattues,. Les pluies et les vents ont aussi provoqué des glissements de terrain, ce qui a ralenti la réparation de la panne d'électricité.
Dans la vallée de Caujerí, 200 hectares (2 km2) de tomates ont été détruites 6 500 boîtes de grains de café, ainsi que de nombreuses quantités de bananes et de haricots, ont été perdues. La rivière Cadena a débordé.
Le barrage de Pozo Azul a atteint 86 % de sa capacité tandis que le barrage de Los Asientos a atteint sa capacité. Le premier a vu de fausses rumeurs se propager en ligne sur un possible effondrement. L' armée cubaine a dénoncé les rumeurs. Les salines appartenant à la compagnie Salinera ont été gravement endommagées par Oscar.
Sept personnes ont été tuées par la tempête : six à San Antonio et une à Imías,.
Un navire a été envoyé de Pajaritos, Veracruz, à Cuba, avec 400 000 barils de pétrole pour atténuer la crise énergétique aggravée par Oscar.

### Ailleurs
Les restes d'Oscar ont accru les vagues dans le Nord-Est des États-Unis.
Met Éireann a émis des avertissements météorologiques alors que les restes d'Oscar approchaient de l'Irlande.

## Prévision et statistiques
Philippe Papin, du National Hurricane Center, a noté qu'Oscar « ... s'est un peu faufilé derrière nous ». Alors que l'onde tropicale se dirigeait vers le nord des Grandes Antilles, les modèles ont cessé de montrer un développement tropical dans leurs prévisions.
Oscar était le plus petit ouragan jamais enregistré avec un champ de vents de force ouragan d'un diamètre de 10 km,. En raison de la taille d'Oscar, la plupart des satellites n'ont pas pu mesurer précisément sa puissance réelle. Les données de RADARSAT, satellites canadiens à haute résolution, ont montré des intensités pouvant atteindre des vents soutenus de catégorie 2 ou 3 avant de toucher la côte cubaine.